# D

دو حالت حرف D, d - سریف و سنس

نحوه نوشتن دی بزرگ (D) و دی کوچک (d)

D, d چهارمین حرف از حروف الفبای لاتین است. نام انگلیسی آن دی است.

## در نگارش فارسی
این حرف معادل حروف / د / در الفبای فارسی می‌باشد.

## کاربرد

### اقتصاد
در علم اقتصاد حرف  نماد یکای پول امارات متحده عربی با نام درهم درهم امارات است.

### اعداد رومی
حرف D در اعداد رومی معادل عدد ۵۰۰ است.

## نگارخانه

حزب دموکرات (ایالات متحده آمریکا)
نشان‌واره والت دیزنی ورلد
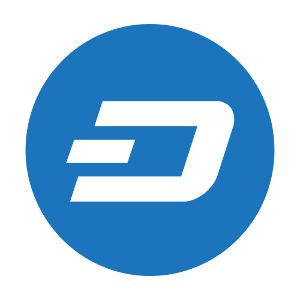
نشان‌واره دش
نشان‌واره دوج‌کوین